# Chenab
Chenab (punjabi: ਚਨਾਬ – canāb, hindi: चनाब, urdu: چناب) er en flod i Pakistan og Indien. Den er 1.242 kilometer lang, og dannes ved sammenløbet mellem floderne Chandra og Bhaga ved Tandi, som ligger i det øvre Himalaya i Himachal Pradesh i Indien. I det øvre løb kaldes floden også Chandrabhaga. Den løber gennem Jammu-regionen i Jammu og Kashmir og ud på slettelandet i Punjab. Den løber sammen med Jhelum ved Trimmu og senere med Ravi. Derefter løber den sammen med Sutlej nær Uch Sharif, og munder til sidst ud i Indus ved Mithankot. 
31°11′20″N 72°11′57″Ø / 31.18889°N 72.19917°Ø